# Зварювання чавуну
Зва́рювання чавуну́ (англ. cast iron welding) — технологія зварювання виробів з чавуну. Чавун належить до важкозварних металів через вміст великої кількості вуглецю та низьку пластичність. Зварювання чавуну набуло поширення як засіб виправлення браку чавунного литва, ремонту чавунних виробів, а іноді й при виготовленні конструкцій. Зварювання чавунів може проводитись електродуговим методом плавкими або неплавкими (вольфрамовими, вугільними, графітовими) електродами з підігрівом чи без нього а також методом газового зварювання.

## Властивості чавуну
Чавун — це сплав заліза з вуглецем, вміст останнього у чавуні становить від 2,14 % до 6,67 %. Вуглець надає сплавам заліза твердості, зменшує пластичність та ударну в'язкість. Вуглець (карбон) у чавуні міститься у вигляді сполуки цементиту (карбід заліза) і графіту.
Температура плавлення чавуну — 1150…1200 °C, яка є на 300 °C нижчою, ніж у чистого заліза. Теплопровідність чавуну є нижчою, ніж у сталей, коефіцієнт теплового розширення такий же.
За швидкого охолодження чавуну від температури понад 750 °С, вуглець з графіту переходить у цементит, при цьому чавун перетворюється із сірого на білий. Утворюється гартівна структура із внутрішніми напруженнями, що можуть спричиняти появу тріщин.

## Дефекти від зварювання
Зварювальне нагрівання з подальшим охолодженням настільки змінюють структуру і властивості чавуну в зоні розплавлення та навколошовній зоні, що отримати зварні з'єднання без дефектів з необхідним рівнем властивостей є досить складним завданням. У зоні зварювання проявляються такі негативні явища, як пористість, тріщини, окрихчення тощо.

### Пористість
Інтенсивне газовиділення зі зварювальної ванни, яке триває і на стадії кристалізації внаслідок окиснення вуглецю з утворенням монооксиду вуглецю (CO) викликає появу пористості при зварюванні чавунів. При цьому не виключається також утворення пор від водню та азоту. Методи запобігання утворенню пор такі ж, як і при зварюванні сталей, а саме:
- металургійні: зв'язування водню у сполуки, які не розчиняються у рідкому металі (HF та OH),
- технологічні: ретельне очищення крайок від іржі, мастил, фарби; надійний захист зони зварювання від азоту; прожарювання електродів, флюсів; зменшення швидкості зварювання, щоб гази встигли виділитись тощо.

### Гарячі тріщини
Високий вміст вуглецю та низька пластичність металу сприяють утворенню гарячих тріщин.

### Холодні тріщини
Велика кількість вуглецю сприяє утворенню мартенситних структур в процесі охолодження особливо в зоні термічного впливу. Внаслідок місцевого нерівномірного нагрівання металу виникають зварювальні напруження, які, через малу пластичністю чавуну, призводять до утворення холодних тріщин у шві та навколошовній зоні.

### Окрихчення зварних з'єднань
Високі швидкості охолодження металу шва і зони термічного впливу, відповідно до термічного циклу зварювання, призводять до відбілювання чавуну, тобто появи ділянок з виділенням цементиту. Висока твердість відбілених ділянок сприяє окрихченню та практично позбавляє можливості обробляти чавуни різальним інструментом.

### Нерівноміцність зварного з'єднання з основним металом
Рівноміцність можна забезпечити лише при гарячому зварюванні чавунів чавунними електродами. Підвищена рідкотекучість чавуну утрудняє утримання розплавленого металу від витікання і формування шва. Наявність кремнію, а іноді й інших елементів у металі зварювальної ванни сприяє утворенню на її поверхні тугоплавких оксидів, що призводять до утворення непроварів.

## Підходи до забезпечення якості зварних з'єднань чавуну
Методи підвищення якості зварних з'єднань:
- легування наплавленого металу елементами-графітизаторами (силіцій, титан, алюміній) з тим, щоб при даній швидкості охолодження отримати у шві структуру сірого чавуну;
- легування наплавленого металу такими елементами, які дозволяють отримати у шві перлітно-феритну структуру, характерну для низьковуглецевої сталі, шляхом зв'язування надлишкового вуглецю в карбіди, міцніші, ніж цементит й рівномірно розподілені у металі;
- введення до складу зварювальних матеріалів кисневмісних компонентів з метою максимального окиснення вуглецю (випалювання його) та отримання в металі шва низьковуглецевої сталі;
- застосування зварювальних матеріалів, що забезпечують у наплавленому металі отримання різних сплавів кольорових металів мідно-нікелевих, мідно-залізних, залізо-нікелевих та інших, що мають високу пластичність і температуру плавлення близьку до температури плавлення чавуну.

## Особливості технологій зварювання

### Гаряче зварювання
Найефективнішим засобом запобігання відбілюванню металу шва і високотемпературної ділянки навколошовної зони, а також загартуванню на ділянці навколошовної зони, — високий попередній або супутній підігрів чавуну до температури 600…650 °С. Зварювання з таким підігрівом називають гарячим зварюванням чавуну. Гаряче зварювання чавуну дозволяє отримувати зварні з'єднання, рівноцінні металу, який зварюється (за механічними характеристиками, щільністю, оброблюваністю тощо), проте це трудомісткий і дорогий процес.
Технологічний процес гарячого зварювання складається з таких операцій: підготовка виробу під зварювання, попередній підігрів деталей; зварювання, подальше уповільнене охолодження.
Підготовка під зварювання залежить від виду дефекту, що виправляється. Однак, у всіх випадках підготовка дефектного місця полягає в ретельному очищенні від забруднень і в обробленні для утворення порожнин, що забезпечують доступність для маніпулювання електродом і впливу зварювальної дуги. Для попередження витікання рідкого металу зі зварювальної ванни, а в ряді випадків для додання наплавленому металу відповідної форми, місце зварювання формують. Формування виконують залежно від розмірів і місця розташування дефекту за допомогою графітових пластинок, що скріплюються формувальною масою, яка складається з кварцового піску, замішаного на рідкому склі, або іншими формувальними матеріалами, що застосовуються в ливарному виробництві. Після формування необхідна просушка форми при поступовому підйомі температури від 60 до 120 °С.
Подальший попереднє підігрівання для зварювання проводять зі швидкістю 120…150 °С/год в електропечах або полум'ям газового пальника.
Для зварювання використовують електроди зі стрижнями з чавуну. До складу покриття, що наноситься на литі прутки, діаметром 5…20 мм, входять стабілізуючі та легуючі матеріали. У ролі останніх, зазвичай, використовують графіт, карборунд, феросиліцій, силікокальцій, силікомагній та інші, що містять елементи-графітизатори.
Зварювання виконують на великих силах постійного струму зворотної полярності без перерв до кінця заварювання дефекту. Використовуються чавунні електроди наприклад, ОМЧ-1 великого діаметра (від 8 до 16 мм). Для гарячого зварювання чавуну можна використовувати дугове зварювання вугільним електродом. Зварюють на постійному струмі прямої полярності вугільними електродами діаметром 8…20 мм. Як присадковий матеріал використовують чавунні прутки. Для переводу тугоплавких окислів у легкоплавкі з'єднання застосовують флюси на борній основі, найчастіше технічну безводну (прожарену) буру. Прогресивним є гаряче зварювання порошковим дротом ПП-АНЧ-5, ППСВ-7, що значно покращує умови праці.
Уповільнене охолодження (50…100 °С/год) сприяють зниженню тріщиноутворення і пористості за рахунок збільшення часу існування рідкої ванни і кращої її дегазації, а також зменшення температурного градієнта а отже і термічних напружень.

### Напівгаряче та холодне зварювання
Зварювання чавуну з підігрівом до температур 300…400 °С називають напівгарячим, а без попереднього підігріву — холодним зварюванням. При напівгарячому і холодному зварюванні чавуну широко використовують металургійні та технологічні засоби впливу на метал з метою підвищення якості зварних з'єднань.
Холодне зварювання чавуну звичайними електродами, позитивних результатів зазвичай не дає, так як при великих швидкостях охолодження за таких умов зварювання, утворюється структура білого чавуну в шві та високотемпературній області навколошовної зони, а також відбувається гартування ділянок зони термічного впливу. Деформації, що виникають при цьому, перевищують деформаційну спроможність металу, в результаті чого утворюються тріщини. Для запобігання відбілюванню необхідно забезпечити такий склад металу шва, для якого за цих умов буде утворюватись структура сірого чавуну з у найбільшій мірі сприятливою формою графітних включень. Це може бути досягнуто шляхом уведення в наплавлений метал графітизаторів (ванадій, ніобій, титан, наприклад, електроди ЦЧ-4 ТУ 14–4–831–77) та легування чавуну елементами, що сприяють сфероїдизації карбідів (магній). Прикладом таких електродів можуть служити електроди марки ЭМЧ, стрижень яких виготовляють з чавуну з підвищеним (до 5,2 %) вмістом кремнію, покриття двошарове: перший шар — легувальний, другий — забезпечує газовий та шлаковий захист. Отримати в наплавленому металі та металі шва сірий чавун можна застосовуючи спеціальні зварювальні матеріали, які забезпечують легування через електродне покриття. Прикладом можуть служити електроди ЦЧ-5, стрижень яких виготовлений з дроту низьковуглецевої сталі, а в легувальному покритті міститься достатня кількість графітизаторів. Найхарактернішими є електроди марки ЭМЧС стрижень яких складається з низьковуглецевого електродного дроту, а покриття з трьох шарів (легувального, шлако- й газотвірного, газозахисного).
Ручне дугове зварювання пошкоджених чавунних деталей виконують з використанням покритих електродів на нікелівой (ОЗЧ-3, ОЗЧ-4, МНЧ-2), нікель-залізній (ОЗЖН-1), мідній (ОЗЧ-2, ОЗЧ-6) або залізній (ЦЧ-4) основі.
Для холодного та напівгарячого зварювання чавуну автоматами і напівавтоматами використовують спеціальні зварювальні дроти, що забезпечують отримання у шві сірого чавуну. Використовується дріт суцільного перерізу марок ПАНЧ-11 (ТУ 48-21-593–77, склад: 0,1…0,5 РЗМ (мішметал); 0,5…10 %Mn; 0,1…3 %Cu; 0,05…15 %Fe; 0,3 % Si, решта Ni), ПАНЧ-12 (70 % Ni; 30 %Fe; добавки Mn і Ti), МН-25 та ін.
При зварюванні виробів з чавуну слід віддавати перевагу використанню автоматизованих процесів дугового зварювання, так як вони виконуються без перерв при невеликій витраті електродних матеріалів. У разі багатопрохідного зварювання процес може перериватися на зачистку швів, кантування вироби, зміна режиму зварювання.
Для збільшення міцності зварного з'єднання, коли до нього не ставляться інші вимоги (наприклад, при ремонті станин, рам, кронштейнів та інших несучих елементів товстостінних конструкцій), застосовують сталеві шпильки, які частково розвантажують найслабшу частину зварного з'єднання — лінію сплавлення.
Для отримання швів, які мають досить високу пластичність в холодному стані, застосовують електроди, що забезпечують отримання в наплавленому металі сплавів на основі міді та нікелю. Мідь і нікель не утворюють сполук з вуглецем, але їх наявність у сплаві зменшує розчинність вуглецю в залізі та сприяє графітизації. Тому, потрапляючи в зону неповного розплавлення, прилеглу до шву, вони зменшують ймовірність відбілювання. Крім того, пластичність металу шва сприяє часткової релаксації зварювальних напружень і тим самим знижується ймовірність утворення тріщин у зоні термічного впливу. Для зварювання чавуну використовують мідно-залізні, мідно-нікелеві і залізо-нікелеві електроди.
Зварювання мідно-залізними електродами всіх типів слід виконувати так, щоб не допускати сильного розігріву зварюваних деталей: на мінімально можливих струмах, що забезпечують стабільне горіння дуги, короткими ділянками врозкид, з перервами для охолодження зварюваних деталей. Основна перевага цих електродів — можливість проковки наплавленого металу в гарячому стані для зменшення рівня зварювальних напружень. Проковування обов'язкове, так як при цьому зменшується небезпека утворення тріщин у навколошовній зоні. Загальний недолік мідно-залізних електродів — неоднорідна структура шва: м'яка мідна основа і дуже тверді включення залізної складової, що утрудняють обробку і перешкоджають отриманню високої чистоти обробленої поверхні. Трохи кращу оброблюваність мають шви, виконані електродами марки АНЧ-1, стрижень яких складається з аустенітної сталі марки Св04Х18Н9 і мідної оболонки. На електрод наносять покриття фтористо-кальцієвого типу. Найбільш раціонально застосовувати мідно-залізні електроди для заварювання окремих ненаскрізних дефектів або невеликих нещільностей.
Мідно-нікелеві електроди у виробництві застосовують переважно для заварювання ливарних дефектів, які виявляються в процесі механічної обробки чавунного литва на робочих поверхнях, де місцеве підвищення твердості неприпустимо. Позитивні властивості таких електродів в тому, що нікель і мідь не розчиняють вуглець і не утворюють структур, що мають високу твердість після нагріву і швидкого охолодження. Відбілювання зони часткового розплавлення при невеликих її розмірах практично відсутнє, так як мідь і нікель — елементи графітизатори, проникаючи в цю ділянку, сприяють графітизації. В той же час нікель і залізо мають необмежену розчинність, сприяючи надійному сплавленню. Для виготовлення електродів використовують і мідно-нікелеві сплави: монель-метал, який містить 65…75 % Ni, 27…30 % Сu, 2…3 % Fe і 1,2…1,8 % Мn (наприклад, НМЖМц 28-2,5-1,5); константан, ніхром. Недоліки цих сплавів — їх висока вартість і дефіцитність, а також більша усадка, що призводить до утворення гарячих тріщин. Гарячі тріщини іноді мають вигляд суцільної сітки, що знижує міцність зварного з'єднання. У зв'язку з цим дані сплави не рекомендується застосовувати для заварювання тріщин у виробах, oj несуть силове навантаження. Заварювання окремих дрібних раковин дозволяє отримати хороші результати, тому що забезпечує можливість подальшої механічної обробки. Знаходять застосування в промисловості електроди марок МНЧ-1 зі стрижнем з монель-металу і МНЧ -2 зі стрижнем з константану. Зварювання виконують електродами діаметром 3 — 4 мм, нитковим швом, короткими ділянками при зворотно-поступальному русі електрода, не допускаючи перегріву деталі, для чого рекомендуються перерви для охолодження. Наплавлені валики в гарячому стані слід ретельно проковувати ударами легкого молотка.
Для заварювання окремих невеликих дефектів на оброблюваних поверхнях відливок відповідального призначення з сірого та високоміцного чавуну, дефектів, виявлених на механічно оброблених поверхнях виробів і при ремонті устаткування з чавунного лиття, використовують також залізо-нікелеві електроди зі сплаву, що містить 40…60 % Ni і 60…40 % Fe. При зварюванні такими електродами забезпечується досить висока міцність і прийнятна в'язкість металу шва. Залізо-нікелеві електроди мають певні переваги, до числа яких, крім високої міцності, можна віднести меншу, ніж у мідно-нікелевих сплавів, ливарну усадку, однобарвність наплавленого металу з чавуном. Прикладом електродів такого типу можуть служити електроди марки ЦЧ-3А зі стрижнем з дроту Св-08Н50 і покриттям з доломіту (35 %), плавикового шпату (25 %), графіту чорного (10 %) і феросиліцію (30 %), замішаних на рідкому склі. Слід врахувати, що всі електроди, які містять нікель, є дефіцитними і можуть застосовуватися для зварювання чавуну обмежено, наприклад, для заварювання невеликих раковин, розкритих на останніх операціях механічної обробки, в деталях великих розмірів і великої жорсткості.
При зварюванні у середовищі аргону використовуються нікелеві присадні прутки. Вони є найприйнятнішими і популярними для зварювання чавуну неплавким електродом. Так само застосовуються як присадки алюмінієво-бронзові прутки, які є набагато дешевшими, та їх використання не рекомендується, якщо деталь згодом піддаватиметься тепловій дії. Як і при будь-якому іншому процесі, при зварюванні аргоном необхідно дотримуватися ряду вимог:
- поверхня місця зварювання повинна бути ретельно очищена від пилу та іржі;
- деталь перед зварюванням аргоном має бути заздалегідь нагріта, щоб запобігти можливості появи тріщин;
- зварювання повинно вестися на низьких струмах короткими ділянками зварювального шва, щоб контролювати температуру і перешкоджати утворенню тріщин;
- кожен зварювальний шов бажано прокувати молотком для зняття залишкових напружень;
- після закінчення зварювання необхідно, щоб виріб охолоджувався повільно.

### Газове зварювання
Газове зварювання чавуну є одним з найнадійніших способів, що дозволяють одержувати наплавлений метал із властивостями, близькими до основного металу. Це обумовлено тим, що при газовому зварюванні відбувається триваліше й рівномірніше нагрівання та охолодження деталі, ніж при дуговому зварюванні, а тому забезпечуються кращі умови для графітизації вуглецю в наплавленому металі та зменшується імовірність появи у пришовних ділянках зон вибіленого чавуну. Зменшуються внутрішні напруження, що, зменшує можливість утворення в ньому тріщин.
Газове зварювання сірого чавуну проводять із застосуванням попереднього підігріву. Скіс крайок роблять однобічним (V-подібним), з кутом розкриття 90°. Крайки ретельно очищають від масла, іржі й бруду піскоструминним методом і прогрівають полум'ям пальника. Як садкові прутки для зварювання й наплавлення використовують чавунні стрижні діаметром 6; 8; 10; 12; 14 і 16 мм, довжиною 400…700 мм марок «А» і «Б», а також: НЧ-1 — для низькотемпературного газового зварювання тонкостінних виливків; НЧ-2 — для низькотемпературного газового зварювання товстостінних виливків; ВЧ і ХЧ для зносостійкого наплавлення.
Діаметр прутка береться рівним половині товщини основного металу. При газовому зварюванні чавуну необхідним є застосування флюсу, що:
- розчиняє тугоплавкі оксиди заліза, кремнію й мангану, переводячи їх у легкоплавкі шлаки;
- окиснює й частково розчиняє графітні включення чавуну, створюючи мікропоглиблення, що поліпшують сплавність;
- захищає ванну від окиснювання;
- Збільшує рідкотекучесть шлаків і металу ванни.

Як флюс використовують прожарену буру або суміш зі складом: 56 % бури, 22 % карбонату натрію (соди) і 22 % карбонату калію (поташу). Застосовують також флюс, що складається з вуглекислого й двовуглекислого натрію (по 50 %). Добру розкиснювальну здатність має флюс ФСЧ-1, що складається з 23 % бури прожареної, 27 % вуглекислого натрію, 50 % азотнокислого натрію.
Флюс ФСЧ-1 призначений переважно для заварювання більших дефектів, а флюс ФСЧ-2, відрізняється від ФСЧ-1 добавкою вуглекислого літію, застосовують для заварювання невеликих деталей і низькотемпературного зварювання.
Для низькотемпературного зварювання чавуну використовують пропан-бутан-кисневе полум'я і пальники ГЗУ-1-62 або ГЗМ-1-62. Для зварювання застосовуються прутки НЧ-1 і НЧ-2. Потужність полум'я повинна становити 60…70 дм³/год пропан-бутану на 1 мм товщини металу. Попередньо очищені крайки нагрівають до 300…400 °С, покривають флюсом і знову нагрівають до 820 … 860 °С («відіпрівання»). У цей момент у полум'я вводять покритий флюсом пруток і перемішують його кінцем ванну, заповнюючи її металом доверху з невеликою опуклістю. Зварювання ведуть без перерви. При товщині металу 6 мм роблять один прохід, при 9…12 мм — два проходи. Метал наплавлення має структуру з рівномірно розподіленим дрібнопластинчастим графітом, твердість металу шва й перехідної зони 220…245 НВ при твердості основного металу 140…160Н В.